# Ervinka
Ervinka (hebräisch ארבינקא) ist ein israelischer Film von Ephraim Kishon aus dem Jahr 1967.

## Handlung
Der arbeitsscheue Ervinka verbringt seine Zeit damit alle möglichen Leute, wie seine Nachbarn, die Stadtverwaltung, die Polizei und sogar seine Freunde auf den Arm zu nehmen.
Laut eigener Bezeichnung ist er Clown, hat jedoch keine feste Anstellung. Darum zieht er mit vielen Tricks den Leuten das Geld aus der Tasche. Hauptausgabe ist der Kauf von Lotterielosen, mittels derer er den Hauptgewinn in Höhe von 50.000 israelischen Pfund erlangen möchte. Dieses Ziel erreicht er unter Mithilfe der Polizei, welche glaubt Ervinka würde nur einen Film drehen.
Bei all seinen Streichen trifft er immer wieder auf die Politesse Ruti, in die er sich verliebt. Am Ende gesteht sie ihm ihre Liebe und bewegt ihn dazu, das Geld zurückzubringen und mit seinen Streichen aufzuhören.

## Kritiken
„Der von seinem Autor Kishon eigenhändig und recht hausbacken inszenierte Film bleibt ohne satirischen Biß auf dem Niveau anspruchsloser Unterhaltung. Dabei gelingen indes einige wirklich komische Szenen rund um Israels Komiker Nr. 1, Chaim Topol.“

„Harmlose und anspruchslose Unterhaltung, die allerdings Sechsjährige überfordern dürfte. Etwa ab 12 vergnüglich zu sehen.“